# David Bentley
David Michael Bentley (Peterborough, 27 de agosto de 1984) é um ex-futebolista inglês que atuava como meio-campo. Se aposentou em 2013.